# Cristián Gutiérrez
Cristián Daniel Gutiérrez Zúñiga (ur. 18 lutego 1997 w Greenfield Park) – kanadyjski piłkarz pochodzenia chilijskiego występujący na pozycji lewego obrońcy, od 2025 roku zawodnik chilijskiego Deportes La Serena.
Jego rodzice pochodzą z Chile. On sam urodził się w Kanadzie, jednak w wieku trzech lat wraz z rodziną przeprowadził się do Chile. Jego brat bliźniak Diego Gutiérrez również jest piłkarzem.